# Archaeornithoides
Archaeornithoides (v překladu „vypadající jako Archaeornis (dřívější jméno pro archeopteryxe)“) byl rod menšího teropodního dinosaura, možná příslušníka čeledi Troodontidae. Tento dinosaurus žil v období pozdní křídy (asi před 75 miliony let) na území dnešního Mongolska (souvrství Djadochta).

## Objev a popis
Zkameněliny tohoto ptákům podobného dinosaura byly formálně popsány v roce 1992 paleontology Andrzejem Elzanowskim a Peterem Wellnhoferem. Jediným dnes známým druhem je A. deinosauriscus. Fosilie tohoto dinosaura sestává pouze z fragmentů lebky, dříve považovaného za zkamenělou lebku mláděte tarbosaura. Pravděpodobně šlo o mládě troodontida, možná rodu Saurornithoides.

## Zajímavost
Zajímavé je, že mozkovna dinosaura byla poškozena a možná šlo o známky okusu malým savcem (např. rodem Deltatheridium). Je dokonce možné, že části těla prošly před fosilizací zažívacím traktem tohoto pravěkého savce. Pokud by tomu tak bylo, šlo by o první případ savce, který pojídal mrtvé tělo dinosaura (druhým by pak byl Repenomamus).